# Hydnobolites
Hydnobolites — рід грибів родини пецицові (Pezizaceae). Назва вперше опублікована 1843 року.